# Archimonocelis keke
Archimonocelis keke är en plattmaskart som beskrevs av Martens och Curini- Galletti 1989. Archimonocelis keke ingår i släktet Archimonocelis och familjen Archimonocelididae.
Artens utbredningsområde är Indiska oceanen. Inga underarter finns listade i Catalogue of Life.